# ISBN-Gruppennummer
Die Gruppennummer ist ein Bestandteil der International Standard Book Number (ISBN). Die Gruppennummer ist der zweite Bestandteil der ISBN (nach dem Präfix 978 oder 979) und kennzeichnet das Sprachgebiet, einen Staat oder eine geographische Region. Der dritte Bestandteil der ISBN ist die Verlagsnummer. Die Gruppennummern werden von der International ISBN Agency mit Sitz in London festgelegt.

## Länge der Gruppennummer
Die Gruppennummer ist ein- bis fünfstellig und in den folgenden Nummernkreisen strukturiert:
| Gruppen- nummer | Von   | Bis   |
| --------------- | ----- | ----- |
| 1-stellig       | 0     | 5     |
| 1-stellig       | 7     | 7     |
| 2-stellig       | 80    | 94    |
| 3-stellig       | 600   | 649   |
| 3-stellig       | 950   | 989   |
| 4-stellig       | 9900  | 9989  |
| 5-stellig       | 99900 | 99999 |

Daraus ist ersichtlich, dass der Nummernkreis mit den ersten Ziffern 650–699 noch nicht vergeben wurde.

Zur weiteren korrekten Aufteilung der ISBN siehe unter Verlagsnummer.

## Gruppennummern (Präfix 978 bzw. ohne Präfix)
- 0 – Englisch (Australien, Großbritannien, Irland, Kanada, Neuseeland, Puerto Rico, Simbabwe, Südafrika, USA)
- 1 – wie 0
- 2 – Französisch (Belgien, Frankreich, Kanada, Luxemburg, französischsprachige Schweiz)
- 3 – Deutsch (Deutschland, deutschsprachiges Belgien, Liechtenstein, Österreich, deutschsprachige Schweiz, ehemalige DDR)
- 4 – Japanisch
- 5 – Russisch (Ehemalige Sowjetunion)
- 600 – Iran
- 601 – Kasachstan
- 602 – Indonesien
- 603 – Saudi-Arabien
- 604 – Vietnam
- 605 – Türkei
- 606 – Rumänien
- 607 – Mexiko
- 608 – Mazedonien
- 609 – Litauen
- 611 – Thailand
- 612 – Peru
- 613 – Mauritius
- 614 – Libanon
- 615 – Ungarn
- 616 – Thailand
- 617 – Ukraine
- 618 – Griechenland
- 619 – Bulgarien
- 620 – Mauritius
- 621 – Philippinen
- 7 – Volksrepublik China
- 80 – Ehemalige Tschechoslowakei (Tschechien, Slowakei)
- 81 – Indien
- 82 – Norwegen
- 83 – Polen
- 84 – Spanien
- 85 – Brasilien
- 86 – Ehemaliges Jugoslawien (Serbien, Montenegro, Bosnien-Herzegowina, Kroatien, Slowenien, Mazedonien)
- 87 – Dänemark
- 88 – Italien (und Italienischsprachige Schweiz)
- 89 – Südkorea
- 90 – Niederlande
- 91 – Schweden
- 92 – Internationale Verleger (UNO, UNESCO, EU usw.)
- 93 – Indien
- 94 – Niederlande
- 950 – Argentinien
- 951 – Finnland
- 952 – Finnland
- 953 – Kroatien
- 954 – Bulgarien
- 955 – Sri Lanka
- 956 – Chile
- 957 – Taiwan
- 958 – Kolumbien
- 959 – Kuba
- 960 – Griechenland
- 961 – Slowenien
- 962 – Hongkong
- 963 – Ungarn
- 964 – Iran
- 965 – Israel
- 966 – Ukraine
- 967 – Malaysia
- 968 – Mexiko
- 969 – Pakistan
- 970 – Mexiko
- 971 – Philippinen
- 972 – Portugal
- 973 – Rumänien
- 974 – Thailand
- 975 – Türkei
- 976 – Karibische Gemeinschaft
- 977 – Ägypten
- 978 – Nigeria
- 979 – Indonesien
- 980 – Venezuela
- 981 – Singapur
- 982 – Südpazifik
- 983 – Malaysia
- 984 – Bangladesch
- 985 – Belarus
- 986 – Taiwan
- 987 – Argentinien
- 988 – Hongkong
- 989 – Portugal
- 9926 – Bosnien und Herzegowina
- 9927 – Katar
- 9928 – Albanien
- 9929 – Guatemala
- 9930 – Costa Rica
- 9931 – Algerien
- 9932 – Laos
- 9933 – Syrien
- 9934 – Lettland
- 9935 – Island
- 9936 – Afghanistan
- 9937 – Nepal
- 9938 – Tunesien
- 9939 – Armenien
- 9940 – Montenegro
- 9941 – Georgien
- 9942 – Ecuador
- 9943 – Usbekistan
- 9944 – Türkei
- 9945 – Dominikanische Republik
- 9946 – Nordkorea
- 9947 – Algerien
- 9948 – Vereinigte Arabische Emirate
- 9949 – Estland
- 9950 – Palästinensische Autonomiegebiete
- 9951 – Kosovo
- 9952 – Aserbaidschan
- 9953 – Libanon
- 9954 – Marokko
- 9955 – Litauen
- 9956 – Kamerun
- 9957 – Jordanien
- 9958 – Bosnien und Herzegowina
- 9959 – Libyen
- 9960 – Saudi-Arabien
- 9961 – Algerien
- 9962 – Panama
- 9963 – Zypern
- 9964 – Ghana
- 9965 – Kasachstan
- 9966 – Kenia
- 9967 – Kirgisistan
- 9968 – Costa Rica
- 9970 – Uganda
- 9971 – Singapur
- 9972 – Peru
- 9973 – Tunesien
- 9974 – Uruguay
- 9975 – Republik Moldau
- 9976 – Tansania
- 9977 – Costa Rica
- 9978 – Ecuador
- 9979 – Island
- 9980 – Papua-Neuguinea
- 9981 – Marokko
- 9982 – Sambia
- 9983 – Gambia
- 9984 – Lettland
- 9985 – Estland
- 9986 – Litauen
- 9987 – Tansania
- 9988 – Ghana
- 9989 – Mazedonien
- 99901 – Bahrain
- 99902 – Gabun
- 99903 – Mauritius
- 99904 – Niederländische Antillen (Curaçao)
- 99905 – Bolivien
- 99906 – Kuwait
- 99908 – Malawi
- 99909 – Malta
- 99910 – Sierra Leone
- 99911 – Lesotho
- 99912 – Botswana
- 99913 – Andorra
- 99914 – Suriname
- 99915 – Malediven
- 99916 – Namibia
- 99917 – Brunei
- 99918 – Färöer
- 99919 – Benin
- 99920 – Andorra
- 99921 – Katar
- 99922 – Guatemala
- 99923 – El Salvador
- 99924 – Nicaragua
- 99925 – Paraguay
- 99926 – Honduras
- 99927 – Albanien
- 99928 – Georgien
- 99929 – Mongolei
- 99930 – Armenien
- 99931 – Seychellen
- 99932 – Malta
- 99933 – Nepal
- 99934 – Dominikanische Republik
- 99935 – Haiti
- 99936 – Bhutan
- 99937 – Macau
- 99938 – Republika Srpska
- 99939 – Guatemala
- 99940 – Georgien
- 99941 – Armenien
- 99942 – Sudan
- 99943 – Albanien
- 99944 – Äthiopien
- 99945 – Namibia
- 99946 – Nepal
- 99947 – Tadschikistan
- 99948 – Eritrea
- 99949 – Mauritius
- 99950 – Kambodscha
- 99951 – Demokratische Republik Kongo
- 99952 – Mali
- 99953 – Paraguay
- 99954 – Bolivien
- 99955 – Republika Srpska
- 99956 – Albanien
- 99957 – Malta
- 99958 – Bahrain
- 99959 – Luxemburg
- 99960 – Malawi
- 99961 – El Salvador
- 99962 – Mongolei
- 99963 – Kambodscha
- 99964 – Nicaragua
- 99965 – Macau
- 99966 – Kuwait
- 99967 – Paraguay
- 99968 – Botswana
- 99969 – Oman
- 99970 – Haiti
- 99971 – Myanmar
- 99972 – Färöer
- 99973 – Mongolei
- 99974 – Bolivien
- 99975 – Tadschikistan
- 99976 – Republika Srpska
- 99977 – Ruanda
- 99978 – Mongolei
- 99979 – Honduras

Schweizer Verlage verwenden je nach Sprache die 2 (französisch), 3 (deutsch/rätoromanisch) oder 88 (italienisch).

## Gruppennummern (Präfix 979)
- 8 – USA
- 9 – Deutschland
- 10 – Französisch (Belgien, Frankreich, Kanada, Luxemburg, Schweiz)
- 11 – Südkorea
- 12 – Italien